# Антоновка (Мелеузовский район)
Антоновка (баш. Антоновка) — деревня в Мелеузовском районе Республики Башкортостан Российской Федерации. Административный центр Шевченковского сельсовета.

## География

### Географическое положение
Расстояние до:
- районного центра (Мелеуз): 15 км,
- ближайшей ж/д станции (Мелеуз): 15 км.

## Население
| 2002 | 2009 | 2010 |
| ---- | ---- | ---- |
| 370  | ↗455 | ↘443 |

## Религия
В деревне есть православный храм преподобного Антония Киево-Печерского.